# Steyr AUG
El Steyr AUG es un fusil de asalto, introducido en 1978 por la compañía austriaca Steyr Mannlicher, reemplazando al StG 58 de 7,62 mm. AUG significa Armee Universal Gewehr, que podría ser traducido como "fusil universal del ejército". Se utiliza a menudo para referirse a una versión específica, especialmente a la versión de fusil de asalto Bullpup de la OTAN, que utiliza la munición 5,56 x 45 OTAN, con un característico armazón verde y una mira táctica integrada.
Fue adoptado por las Fuerzas Armadas de Austria como StG 77 (Sturmgewehr 77) en 1978, Tiene una variedad de modelos para cada tipo de misión. Ha sido adoptado por numerosas fuerzas y organizaciones armadas, y es el fusil estándar en servicio de Austria, Australia, Nueva Zelanda, Luxemburgo,  Irlanda, Malasia y Uruguay.

## Desarrollo
El diseño y concepción del fusil de asalto AUG empezó a principios de la década de los setenta. Para esa fecha se comenzaron a fabricar diversos prototipos, ya muy innovadores, que combinaban el uso casi total de materiales plásticos, con la configuración bullpup, es decir, con el cargador situado detrás del gatillo, inserto en la culata del arma. Esta es una de las grandes ventajas del AUG, característica en la que fue pionero, moviendo el cargador justo detrás del gatillo, lo cual permite al arma disfrutar de un cañón más largo, sin aumentar el tamaño general del diseño. Una perfecta comparación sería el M16A2: esta arma tradicional tiene un cañón igual de largo que el AUG (510 mm), pero mide casi un metro de largo, mucho más que el AUG promedio. El problema de una configuración bullpup es que afecta al equilibrio del arma y obliga al operador a modificar el hábito de extracción y reposición del cargador. Sin embargo, esta inusual distribución del peso del arma ofrece facilidades tales como empuñar y disparar el arma con una sola mano. Otro defecto que se le adjudica en general a este diseño es el de no permitir mantener el arma en línea con el blanco durante el cambio de cargador, porque lo más cómodo es levantar el cañón mientras se realiza el cambio. 
El primer modelo fue denominado UIW (Universal Infanterie Waffe, Arma Universal de Infantería), y representó un gran esfuerzo de dos compañías muy importantes: la Steyr para el fusil en sí, y la Swarovski Optik para el sistema de puntería. 
Estos iniciales trabajos de desarrollo estaban coordinados por el coronel austríaco Walter Stoll. El AUG estaba enmarcado dentro de un programa, dirigido también por este militar, que buscaba renovar totalmente el armamento portátil del ejército de su país. Sin duda fue una ventaja que el Departamento de Tecnología Militar del ejército austríaco estuviera involucrado en todo el asunto. Así se aseguraba que el producto final realmente estuviera cerca de lo que se necesitaba.  
Una de las cosas que se buscaba era lograr un arma de tamaño reducido. Se desecharon rápidamente las opciones que incluían culatas plegables o extensibles. Se requería una configuración que hiciera que el arma siempre fuera compacta, estuviera o no lista para disparar. Fue así que se llegó a la decisión de integrar los componentes en un diseño bullpup, donde los sistemas de disparo se introducían en la culata. 
Rápidamente el AUG fue adquiriendo una configuración muy extraña para los estándares de la época, apartándose de todo lo conocido. Tal vez el concepto más innovador fue el de buscar no solamente un fusil, sino toda una familia de armas. 
Ya habían existido intentos de lograr esto durante el siglo XX, pero nunca con firme convicción o resultados exitosos. Existían fusiles con versiones carabina, o pistolas-carabina o similares. Pero en ese momento se pensó en un nuevo concepto: la modularidad. Esto es, diseñar un sistema de armas completo, cuya mayor cantidad de componentes sea intercambiable entre sí, y que pueda ser reemplazado sin mayor problemas y sin el uso de herramientas especiales. Los módulos permitían convertir en cualquier cosa al futuro AUG. 
Finalmente, después de varios años de trabajo de diseño y ensayos, el AUG pasó todas las pruebas en Austria. Fue declarado fusil reglamentario del ejército austriaco en 1977, bajo el nombre de StG 77 (Sturm-Gewehr 77, «Fusil de Asalto 77», por su año de entrada en servicio). La producción en masa comenzó al año siguiente, y así nació uno de los mejores fusiles de asalto de todos los tiempos.

## Innovaciones

### Modularidad
El AUG como fusil de asalto es solamente la opción intermedia de la familia de armas que lleva su nombre. 
Cambiando algunas piezas, el usuario puede convertir su arma en un subfusil, en un fusil de francotirador, o en una ametralladora ligera. Los kits de conversión, además de sencillos, son económicos y se instalan sin complicaciones y sin la necesidad de herramientas.
Para versiones especiales del fusil, existen cañones rápidamente intercambiables. De acuerdo a esto, el AUG puede ser una carabina corta (con un cañón de 350 mm), carabina (cañón de 407 mm), fusil de asalto (508 mm), o ametralladora ligera de apoyo (usando un cañón pesado de 621 mm, que además incluye un bípode). Ya que todas estas versiones utilizan el mismo cartucho, solamente se necesita cambiar el cañón y el cerrojo. 

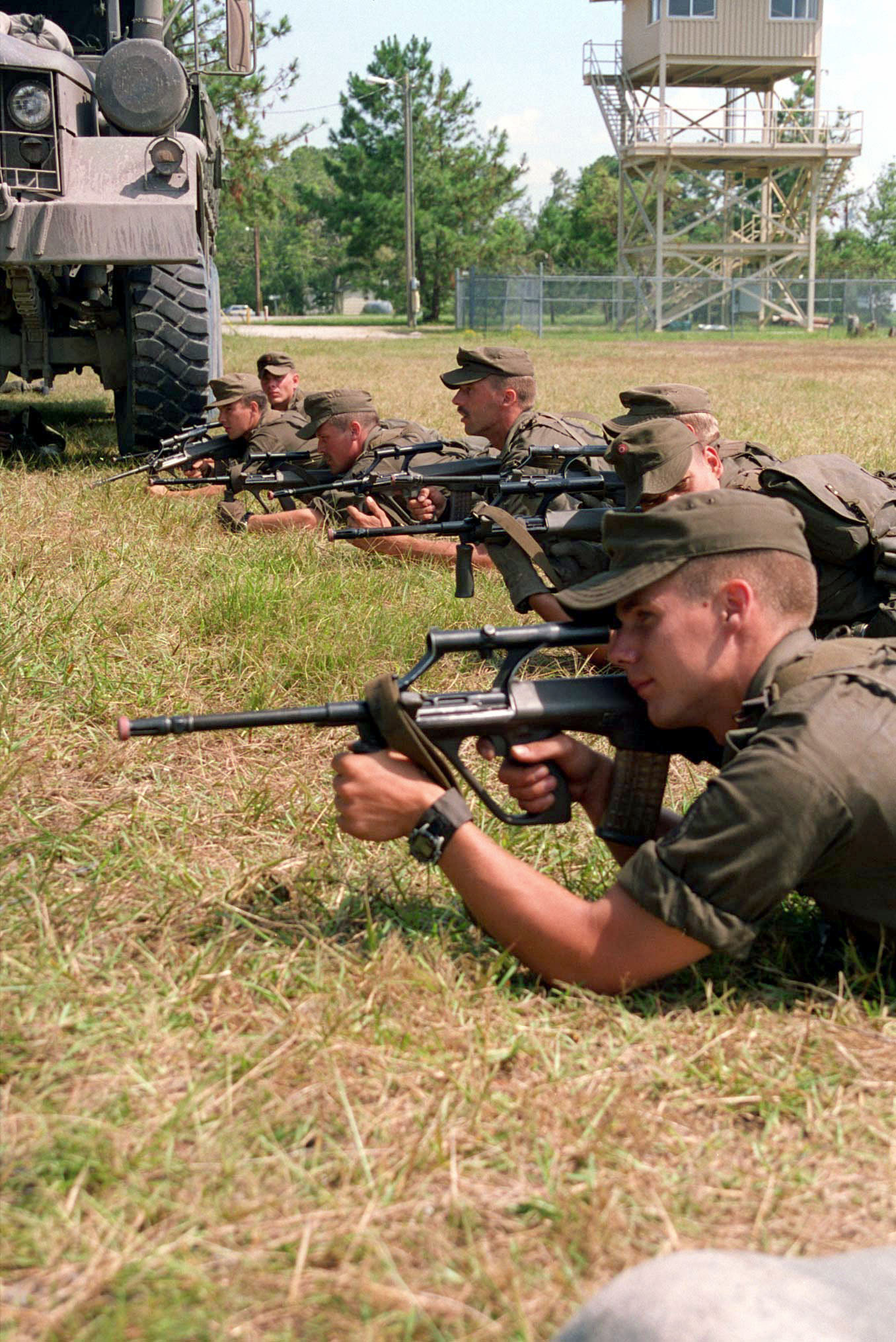
Soldados austriacos entrenando con sus Steyr AUG.

La configuración de subfusil, por su parte ya que utiliza la munición 9 x 19 Parabellum, requiere el cambio del cañón, el conjunto cerrojo/portacerrojo  y la adaptación de un cargador especial con un sistema dedicado, pues esta munición es más corta y gruesa. Esto se puede hacer en poco más de un minuto, incluso por manos inexpertas. Estas características hacían muy atractiva el arma para cualquier soldado, que portando pocos elementos, podía reconfigurar su arma según lo necesitara. 
El AUG se encontraba muy bien cubierto contra eventuales fallos. Simplemente sacando el módulo dañado, se lo puede reemplazar completamente en pocos segundos. Desarmar el AUG para su limpieza es un proceso rápido y simple, facilitado por la utilización del cromado en el ánima del cañón. 
Pero también era muy interesante para cualquier fuerza policial o de defensa del mundo. Al compartir todas estas versiones la mayoría de sus componentes, se reducía drásticamente la necesidad logística de comprar, poseer y transportar dichos repuestos: uno sirve para todos.
Se mejoraban así las posibilidades de una venta al extranjero. Por si fuera poco, el diseño modular permitía que se adaptara el AUG a casi cualquier tipo de necesidad que el cliente pudiera necesitar.

### Materiales de construcción
La compañía Steyr fue una de las pioneras en el desarrollo de armas que hacían un uso muy extensivo de materiales sintéticos. Las únicas piezas metálicas son el cañón y algunos componentes del sistema de disparo. Todo lo demás está hecho de material sintético. 
Ha habido siempre muchas "anécdotas" sobre fusiles AUG que se derriten, pero todas han demostrado ser simplemente leyendas urbanas. Debido al carácter revolucionario del arma, no es raro que al principio los usuarios interesados tuvieran sus dudas. Pero con el tiempo y el uso, estas reticencias se apagaron, siendo reemplazadas por la confianza que da la experiencia. Sin embargo, muchas veces se sigue hablando sobre el tema a pesar de la escasez de pruebas de tales fallos.

## Configuración general
Básicamente, el AUG está formado por 6 componentes principales, de gran sencillez: cañón, cajón de mecanismos, cerrojo, culata, módulo de disparo y cargador.

### Cañón
Este es fabricado en acero de alta resistencia, forjado en frío. Posee 6 estrías con paso dextrógiro y tiene cromada el ánima, lo cual aumenta enormemente su vida útil, que se estima en 15.000 disparos. Según fuentes de la compañía fabricante, el ejército austriaco ha solicitado, entre la entrada en servicio del AUG (1977) y mediados de los ochenta, menos de 200 cañones sustitutos, lo que muestra la fiabilidad de este. 
Hay cuatro tipos de cañones para configurar al AUG en diversas opciones. Cada versión tiene una bocacha distinta, de acuerdo a la función específica. La versión de fusil tiene una bocacha apagallamas y un acoplamiento para lanzar granadas de fusil. Debajo de todos los cañones hay una empuñadura plegable, aunque en la versión del subfusil esta es fija. 
También se encuentra allí una válvula que controla la toma de gases, pudiendo regularse de acuerdo a la necesidad del usuario. Puede agregarse, opcionalmente, un engarce para la bayoneta y un lanzagranadas monotiro de 40 mm. El cañón tiene también algunas particularidades únicas. El ejército austriaco insistió desde el comienzo que el AUG tuviera un cañón con un paso de estría que diera una vuelta al proyectil cada 228 mm (8,9 pulgadas). Así se podría utilizar todo tipo de munición 5,56 x 45 OTAN. Sucede que se quería utilizar el cartucho belga SS109, que tenía mejores prestaciones que el estadounidense M193, cuyo proyectil es más corto y ligero, y que requería un estriado con vuelta completa cada 177 mm. Pero al mismo tiempo se quería un cañón que pudiese satisfacer los pedidos de cualquier otro solicitante.

### Culata
Es una de las partes más distintivas del AUG, siendo muy ergonómica y resistente.
Está hecha de dos piezas de polímero reforzadas con fibra de vidrio y soldadas por fricción. La versión militar es color verde oliva claro, pero también hay culatas de color negro para los pedidos policiales. En lugar del guardamano convencional, hay una empuñadura que puede doblarse bajo el cañón para ahorrar espacio cuando no se utiliza. Esto hace que el AUG se parezca mucho a un subfusil, incluso cuando no lo sea. El guardamonte es de gran tamaño y permite que el soldado utilice guantes mientras dispara. Como el AUG no tiene selector de disparo, el seguro no es una palanca, sino un botón cuadrado. Se encuentra justo detrás y arriba del gatillo, accesible al dedo del soldado en un instante. Más atrás, justo detrás del cargador, está el retén para asegurarlo. Es ambidiestro y por lo tanto muy accesible. 
La portilla de expulsión del fusil está justo encima del cargador, y constituye uno de los pequeños defectos del AUG. Uno de los puntos en contra del diseño bullpup es que la ventana de expulsión tiene que estar bien orientada, o lastimará en la cara al usuario, al expeler las vainas vacías. 
Para solucionar esto, la culata del AUG tiene dos portillas, y hay un sistema que permite anular una o la otra de acuerdo a si el usuario es diestro o zurdo. Sin embargo, parece ser que para habilitar esta opción es necesario modificar algunos mecanismos de manera no tan sencilla. Es necesario insertar una pieza especial dentro del mecanismo de eyección y cambiar la puerta de lugar, para que trabe la dirección no deseada. Es la única modificación que no es tan sencilla como debiera ser, aunque no necesita de herramientas.
La parte posterior de la culata posee una cantonera de goma sujetada por un pasador que tiene el enganche de la correa portafusil. Al presionar fuertemente la cantonera en la parte central, esta se separa. Da así acceso al módulo de disparo. 
En la parte baja de la culata, hay otro compartimiento de fácil acceso que guarda los útiles de limpieza. De esta forma se puede economizar mucho el espacio. 

### Módulo de disparo
Inserto en la culata, este está formado casi exclusivamente de piezas hechas en material sintético. Es de acero solamente lo irremplazable, como los muelles, por ejemplo. Dos varillas controlan este muelle desde el gatillo, permitiendo el cambio de disparo sin selector. 

### Asa de transporte y visor

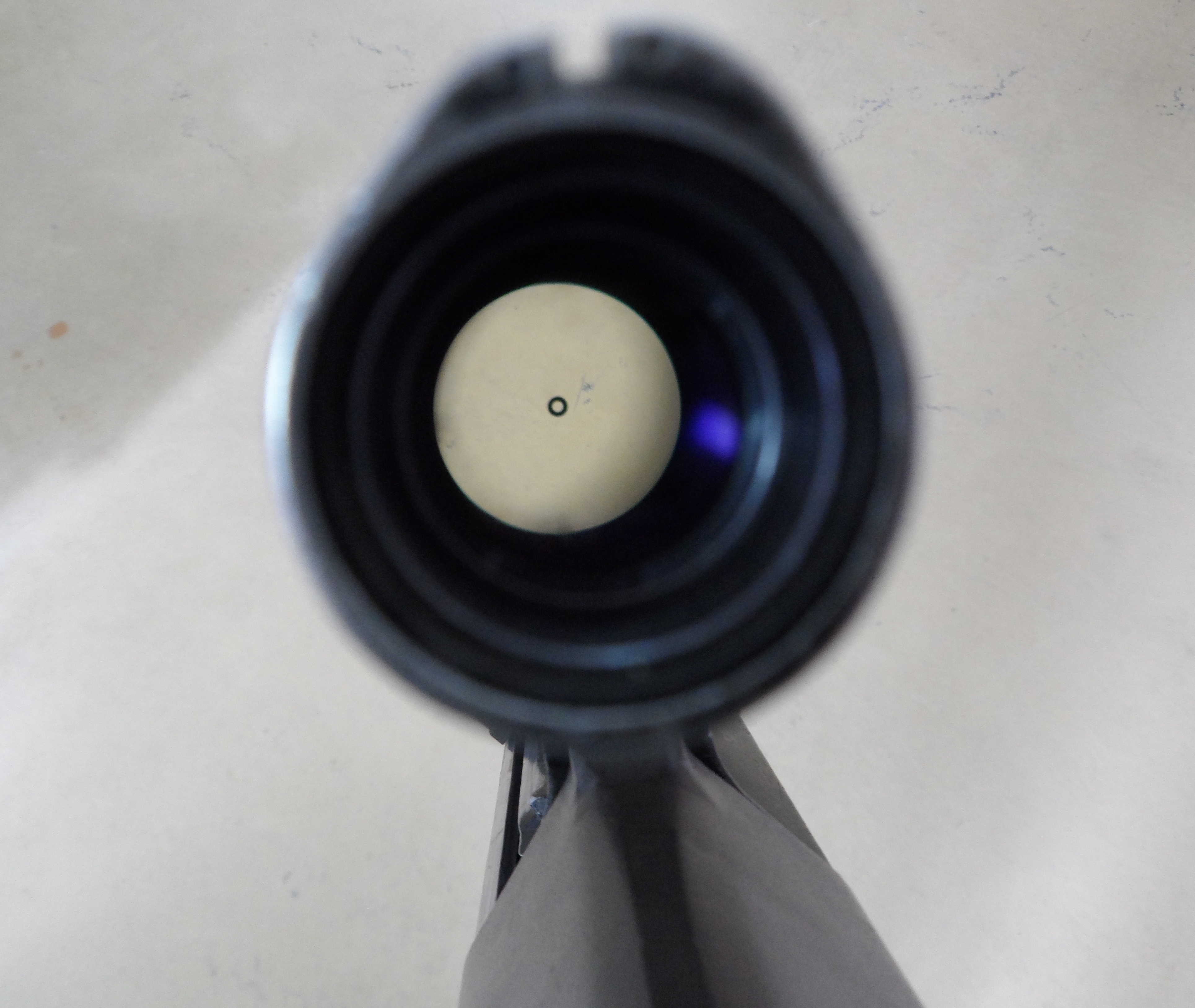
Vista interior del visor óptico integrado del Steyr AUG.

Tal como sucede en el caso del FAMAS francés, el AUG austriaco posee un visor óptico integrado al asa de transporte. Esta opción ha sido una de las nuevas mejoras que han incorporado los modernos fusiles de asalto. 
El visor Swarosvski tiene 1,5 aumentos, y está dotado de una retícula circular que facilita bastante la adquisición del blanco. Además, permite servir de referencia para saber la distancia al blanco, lo cual sin duda es importante. La retícula circular, en lugar de la de cruz, permite disparar con los dos ojos abiertos, y es instintivamente mejor recibida por el usuario. La mira óptica estándar del AUG le da al tirador un campo visual de 1,8 metros a 300 metros de distancia, que es el alcance más utilizado por lo general. En el tubo del visor, además, hay un rudimentario sistema de puntería con alza y punto de mira. 
Algunas versiones del tubo agregan a esto inserciones de material autoluminiscente para poder apuntar en la oscuridad sin mayores problemas. Además, hay versiones del asa que vienen con un riel táctico superior plano (AUG A2), en donde pueden insertarse virtualmente todo tipo de visores existentes, sean ópticos u optrónicos (de visión nocturna, para francotirador, etcétera) para casos especiales. Hay incluso una opción especial con sellado. De especial interés para los grupos comandos, este dispositivo le permite al usuario realizar inmersiones de hasta 70 metros sin tener que preocuparse por qué la presión del agua pueda dañar el visor. También hay disponible un visor con miras abiertas, complementado con un cañón con un punto de mira delantero. 
La integración del visor al asa de transporte ha sido uno de esos avances que suelen pasar desapercibidos por muchos, pero que a la larga demuestran su valor. Le permite una mayor comodidad al usuario, que no tiene que torcer tanto la cabeza para tener que apuntar. Y así le facilita al usuario una más rápida adquisición del blanco. Está estadísticamente probado que el uso del visor integrado al asa de transporte reduce en mucho el tiempo y la munición empleados en lograr impactar en tropas sin experiencia. Esta mejora es de hasta un 50% menos. 
Es así que, por un lado, se emplea menos tiempo y dinero para el entrenamiento del soldado. Por el otro lado, se logra que los soldados, una vez entrenados, puedan desarrollar mejor sus funciones, en cualquier tipo de situación climática y de luminosidad.

### Cargador

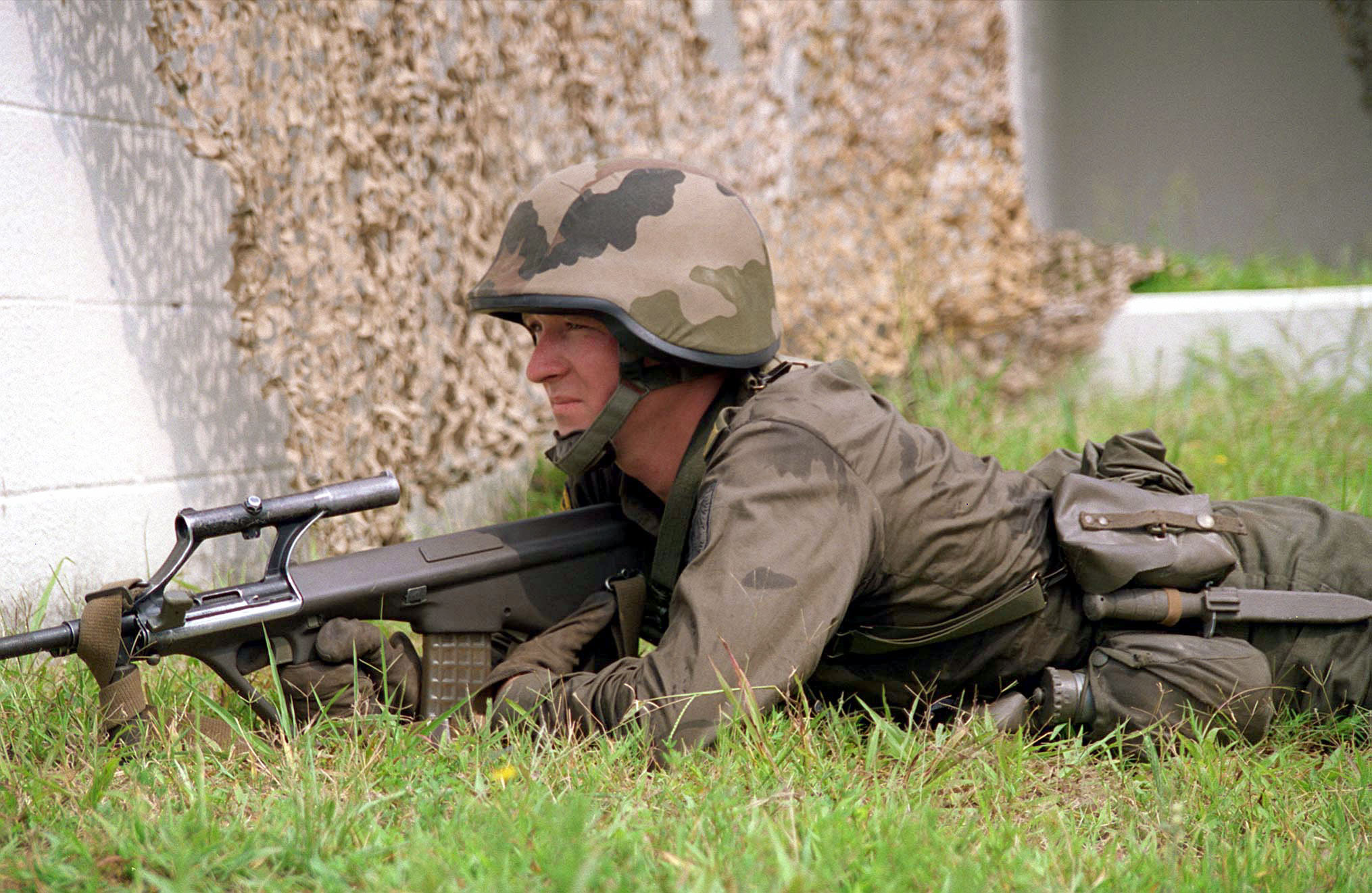
Soldado austriaco equipado con el Steyr AUG de longitud estándar.

Fue tal vez lo más interesante y revolucionario del AUG, ya que está hecho de un material plástico llamado Makrolon, de gran resistencia al impacto, que es totalmente translúcido. Se fabrican en dos versiones, una que acepta 42 cartuchos y otra con capacidad para 30. La versión para el subfusil (de 9 x 19 Parabellum), de forma recta, puede llevar 25 cartuchos y también es translúcido. 
Otro detalle que los diseñadores tuvieron en cuenta fue el de la combinación de colores entre la culata y el cargador. Hay entonces dos bases para este, uno en verde para los modelos militares, y otro negro para los modelos policiales. 
Un cargador translúcido de plástico puede tener la misma resistencia que uno de metal, permitiendo a su vez al operador comprobar la munición restante dentro de este sin necesidad de extraerlo. Además, el plástico no tiene ninguno de los dos problemas de ciertos metales: no se dobla ni se mella. Usar un cargador de metal que tenga los labios doblados o partidos puede ser imposible, con suerte, o potencialmente muy peligroso. 
La experiencia adquirida en combate ha hecho que esta modificación tan radical dentro del diseño de armas portátiles se acepte. Prueba de eso es que los nuevos diseños, como el Heckler & Koch G36 o el SIG SG 550, también utilizan un cargador portátil de material sintético. 
Pero no fue así al comienzo. Desde que nació como diseño, se temía que el AUG fuera rechazado por un detalle tan innovador. Además, los cargadores estandarizados dentro de la OTAN, que eran los del M16, ofrecían una gran resistencia a ser cambiados debido a su popularidad. 
Como la compañía no quería perder posibles clientes debido a esto, diseñó un adaptador que permitía usar los cargadores tradicionales de metal. Sin embargo, este adaptador nunca fue solicitado por ningún comprador del AUG, lo que muestra la confianza que tienen los compradores de tan inusual arma. Tal parece que ninguno de ellos salió defraudado.

### Cajón de mecanismos
A diferencia de otros fusiles de asalto, aquí el cajón no es más que una pieza en donde confluyen otras partes. Allí se juntan el cañón y el cerrojo, para efectuar el acerrojado. Básicamente, es una pieza de aluminio fundido a presión, que incluye las bases del asa de transporte y las guías para las varillas del portacierre. Allí también se instala la palanca de amartillado, que es plegable en las últimas versiones.
Hay que hacer notar que la palanca de amartillado es el único detalle del AUG que no es ambidiestro, por lo que siempre se encontrará en el lado izquierdo del arma.

### Accesorios
- Bípode con elementos antideslizantes;
- Bayoneta (también para la versión subfusil);
- Equipo de limpieza (que se guarda en la parte baja de la culata);
- Bocacha especial para tiro automático con cartuchos de fogueo, ideal para instrucción y maniobras de entrenamiento;
- Correa portafusil y tapa-boca de plástico, para proteger la bocacha.

### Disparo seguro sin selector
El AUG no tiene selector de disparo, lo cual puede parecer peligroso a primera vista. Este sistema está pensado para que el soldado pueda moderar su ataque sin tener que mover nada de su arma. 
Cuando el usuario aprieta el gatillo, dependerá de la presión que haga sobre él para que el arma dispare de manera automática o semiautomática. El sistema no puede ser más sencillo. Una presión media hará que el arma dispare un solo cartucho. Si, por el contrario, el usuario hace que el gatillo llegue hasta el fondo, el fusil hará fuego automático. 
Como puede observarse, esto es una gran ventaja en momentos comprometidos. Si un soldado se encuentra repentinamente con un enemigo, instintivamente apretará el gatillo hasta el fondo, lanzando una gran cantidad de fuego en un momento difícil. Por otra parte, a largas distancias, con algo más de concentración, se puede hacer fuego más preciso, sin tener que estar pensando en cómo está el selector.
Hay naciones que, siguiendo el ejemplo de los Estados Unidos (a partir del uso del M16 en Vietnam), quieren limitar el fuego automático, generalmente logrando ráfagas de dos o tres disparos. El diseño del AUG permite que la fábrica cambie esto a pedido, solamente reemplazando el módulo de disparo. Los sistemas más comunes suelen memorizar mecánicamente la cantidad de disparos realizados. Si por ejemplo un soldado tiene el selector en ráfaga de tres tiros, y efectúa dos antes de que se vacíe su cargador, cuando inserte uno nuevo, y apriete de nuevo el gatillo, solamente saldrá un disparo. En cambio, el limitador de disparos del AUG vuelve a cero cada vez que se termina de disparar. De esta manera se evitan situaciones potencialmente peligrosas.

## Variantes
- Steyr AUG A1: El primero de la serie introducida en 1982, solo estaba disponible en verde.

Steyr AUG A1.

- Steyr AUG A2: Muy similar al primer modelo con la diferencia que en esta versión viene con un riel estándar MIL-STD-1913, que permite que se incorpore otra mira óptica distinta a la de serie.

Steyr AUG A2 (sin ninguna mira óptica montada).

- Steyr AUG A3: Es la versión actual de la serie AUG, también viene con el riel MIL-STD-1913 para montar la mira óptica y además tiene otro riel justo debajo del cañón que permite montar linternas y empuñaduras. Esta versión está más pensada para unidades de Fuerzas Especiales y unidades SWAT.

Steyr AUG A3.

- Steyr AUG P: AUG A1 semiautomático y con cañón más corto.

Steyr AUG P.

- Steyr AUG P Special Receiver: Versión del AUG P con rieles que permiten la incorporación de accesorios.

- Steyr AUG 9 mm o AUG SMG (Sub Machine Gun): Es muy similar a la primera versión, difiere en el cañón, el cerrojo y el cargador. Es más corta y utiliza el cartucho 9 x 19 Parabellum en lugar del 5,56 x 45 OTAN, y debido a eso, necesita un adaptador para el cargador.

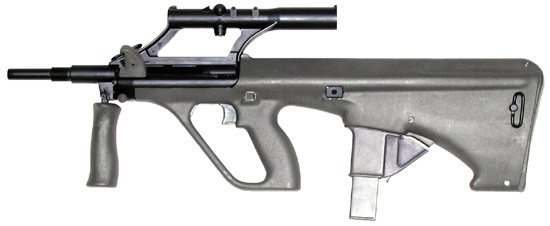
Steyr AUG 9 mm.

- Steyr AUG M203: Un AUG modificado para usar el lanzagranadas M203.

- Steyr AUG HBAR (Heavy Barrelled Automatic Rifle): también conocido como AUG LMG (ametralladora ligera), es esencialmente una variante de rifle automático del AUG. Cuenta con un cañón de 621 mm (24,4 pulgadas) más pesado y largo con un bípode integrado y el receptor AUG estándar con alcance de aumento de 1.5×. Se dispara desde un diseño de cerrojo abierto para permitir un fuego sostenido y mitigar los apagados accidentales. Para lograr esto, se utilizan un portador de cerrojo modificado, un percutor y un mecanismo de gatillo con fiador.

- Steyr AUG HBAR-T (Heavy Barrelled Automatic Rifle-Telescope): es similar al AUG HBAR pero presenta un receptor especial con un sistema de montura de alcance STANAG generalmente equipado con una mira óptica Schmidt & Bender 4×25 o Kahles ZF69 6×42.

- F88 Austeyr: Variante australiana del Steyr AUG A1, fabricada bajo licencia.

- F88S-A1 Austeyr: Versión del F88 con un riel Picatinny integrado en lugar de la visor óptico estándar que permite la conexión de varios otros dispositivos de observación.

- Thales F90: Es una evolución del F88, desarrollados por Thales para cumplir con los requisitos actuales y futuros de las Fuerza de Defensa Australiana.

## Operadores

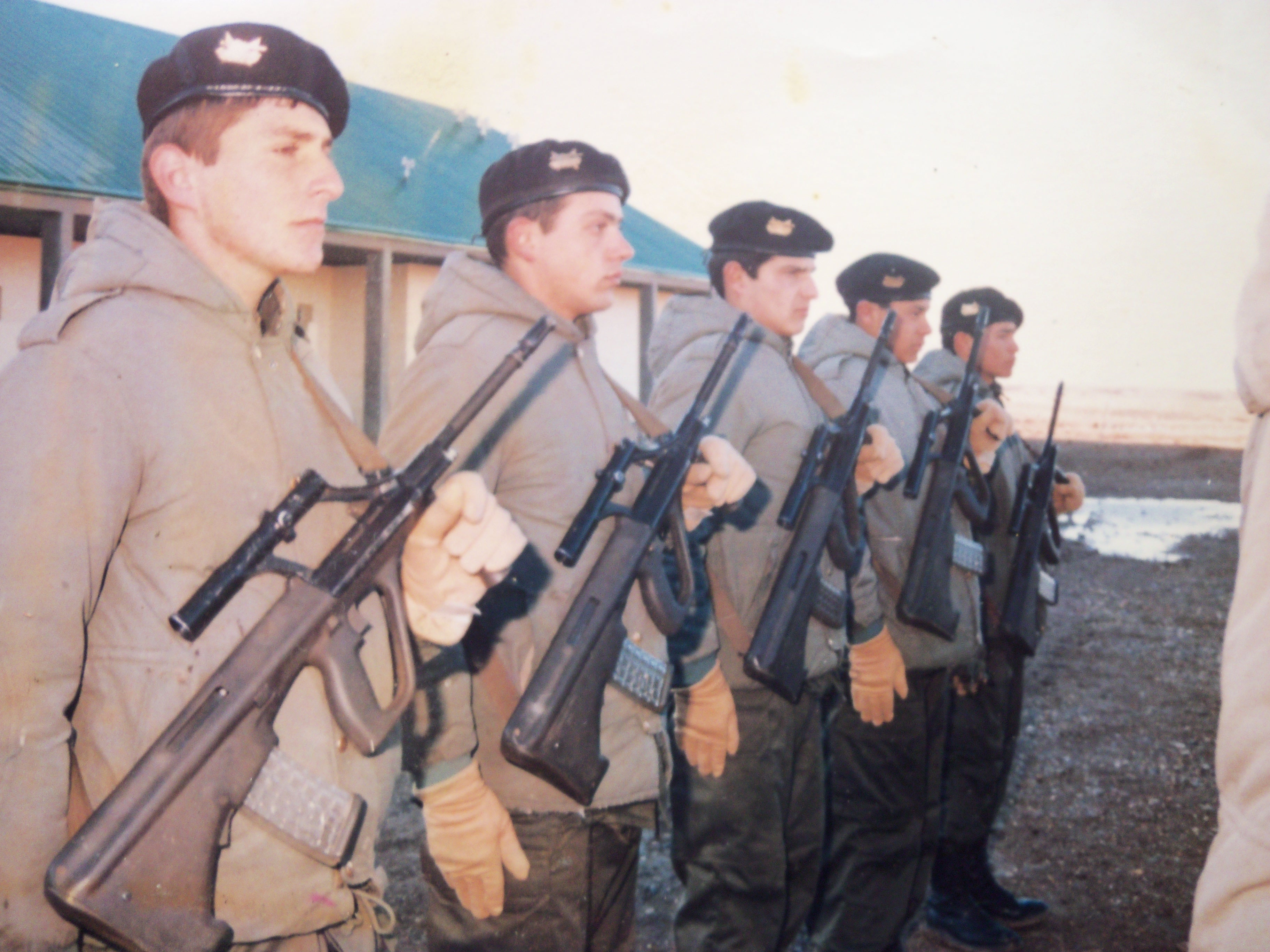
Soldados del Ejército Argentino con fusiles Steyr AUG en Puerto Deseado.

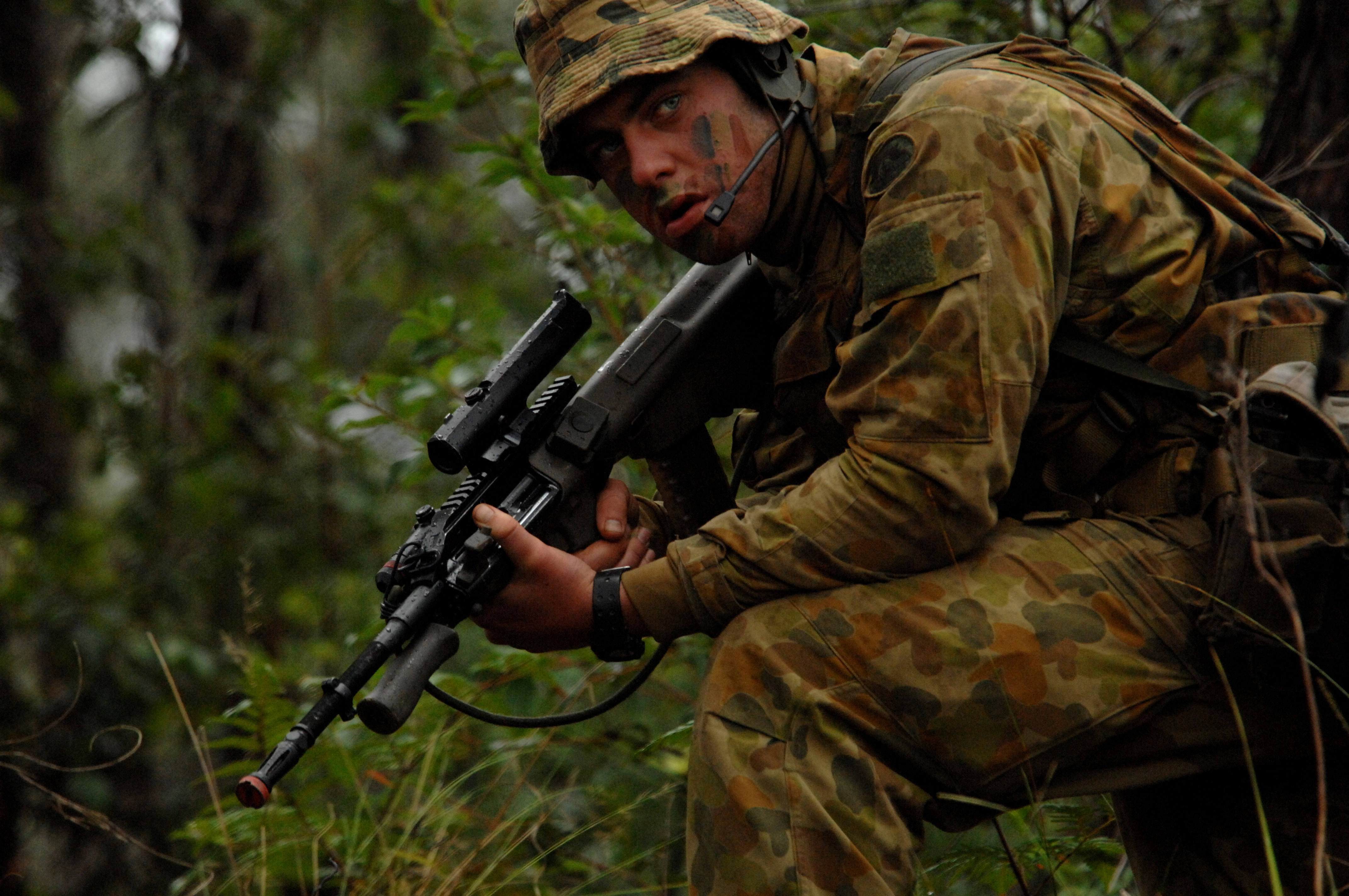
Un soldado australiano con un F88 Austeyr, copia bajo licencia del Steyr AUG

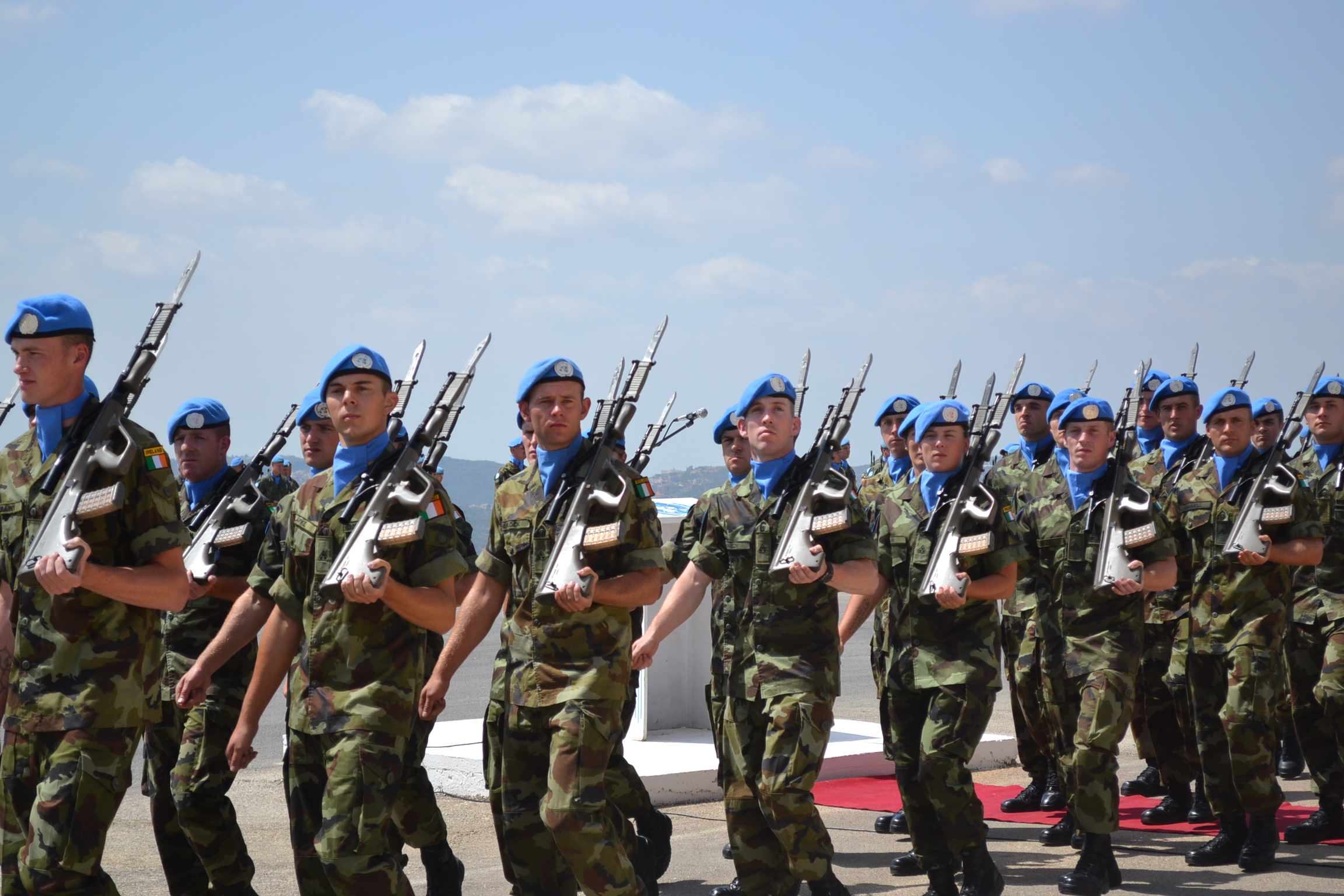
Fuerzas de paz de las Fuerzas de Defensa Irlandesas en Líbano con fusiles de asalto Steyr AUG A1.

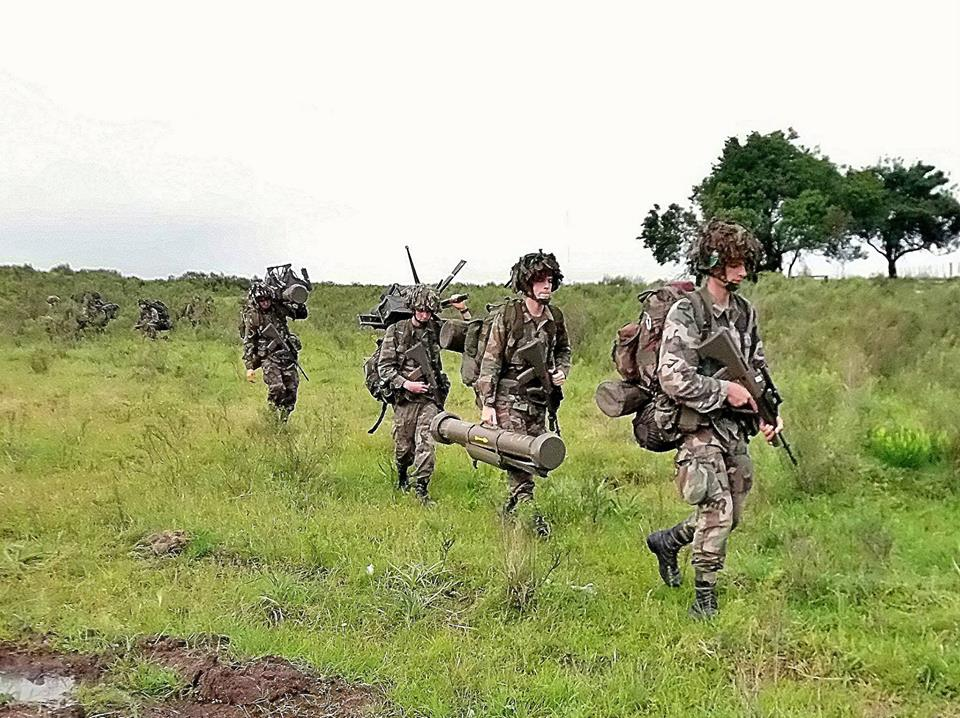
Soldados uruguayos portando fusiles AUG y un sistema de misil antitanques MILAN

Soldado del ejército de Nueva Zelanda con un F88 australiano.

- Argelia: Destacamento Especial de Intervención[6]
- Austria

Bundesheer Arma de servicio estándar, es denominada StG 77 (Sturmgewehr 77) en la nomenclatura oficial del ejército. También es empleado por la unidad antiterrorista EKO Cobra.
- Arabia Saudita[9][10]
- Argentina

Fuerzas Armadas argentinas.
Gendarmería Nacional Argentina
Policías provinciales
- Australia

Fuerza de Defensa Australiana. Entró en servicio en 1989 como fusil reglamentario con la designación F88. La primera unidad regular en recibir el F88  fue el 6RAR, que lo recibió en enero de 1989. Los fusiles son fabricados locamente por Thales Australia bajo licencia de Steyr Mannlicher.
- Bélgica

Policía Federal.
- Bolivia

Ejército de Bolivia
- Bulgaria

Unidad especial SOBT.
- Camerún[14]
- Chile

Carabineros de Chile - Grupo de Operaciones Policiales Especiales
- Croacia

Fuerzas Especiales.
- Ecuador

Ejército Ecuatoriano
- Estados Unidos

U.S. Immigration and Customs Enforcement.
- Filipinas

1.er Regimiento Ranger de Reconocimiento.
- Gambia[14]
- Indonesia

Grupo de buzos tácticos Comando Pasukan Katak (Kopaska) Grupo de fuerzas especiales Comando Pasukan Khusus (Kopassus).
- Irlanda

Fuerzas de Defensa Irlandesas. Arma reglamentaria de las tropas regulares y de reserva desde 1988. Los Rangers del Ejército Irlandés usan Steyr AUG A3 y A2.
- Islas Malvinas

Fuerza de Defensa de las Islas Malvinas.
- Italia

Fuerzas Especiales de los Carabinieri Gruppo di Intervento Speciale y 1st "Tuscania" Regiment
- Luxemburgo

Ejército de Luxemburgo. Fusil de infantería estándar. También emplean la versión HBAR como ametralladora de apoyo de sección.
Unité Spéciale de la Police. Esta unidad de intervención usa la variante AUG A2.
- Malasia

Fabricada por SME Ordnance bajo licencia de Steyr desde 1991.
- Marruecos[14][9]
- Nueva Zelanda

Fuerza de Defensa de Nueva Zelanda. En servicio desde 1988. Las primeras 5.000 armas entregadas fueron fabricadas en Austria por Steyr Daimler Puch. La mayoría de las armas que están actualmente en servicio son de la variante F88 de fabricación australiana. Es Nueva Zelanda es denominada IW Steyr (Individual Weapon Steyr).
- Omán[14][10]
- Países Bajos[1]
- Pakistán

Grupo de Servicio Especial (SSG) del Ejército Pakistaní.
- Papúa Nueva Guinea

Variante F88.
- República de China[14][30]
- Serbia

72.º Batallón de Comandos de Reconocimiento.
- Túnez[14][10]
- Uruguay

Ejército Nacional de Uruguay - Reemplazando al FN FAL
- Venezuela

Brigada de Acciones Especiales
- Yibuti[9]